# Parchi nazionali della Norvegia

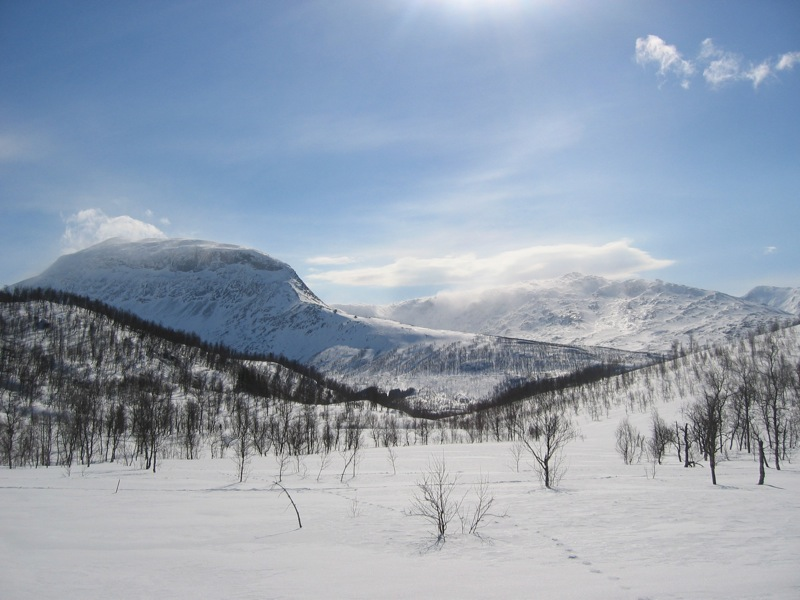
Il parco nazionale Junkerdal

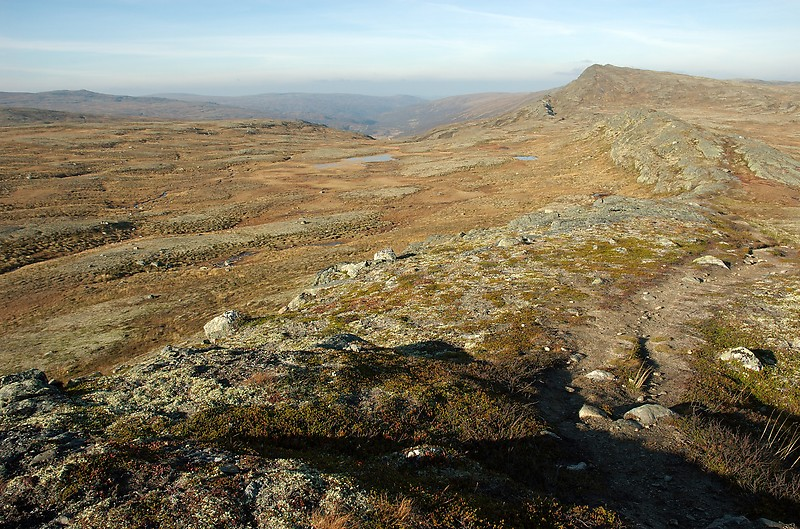
Le montagne del parco nazionale Forollhogna

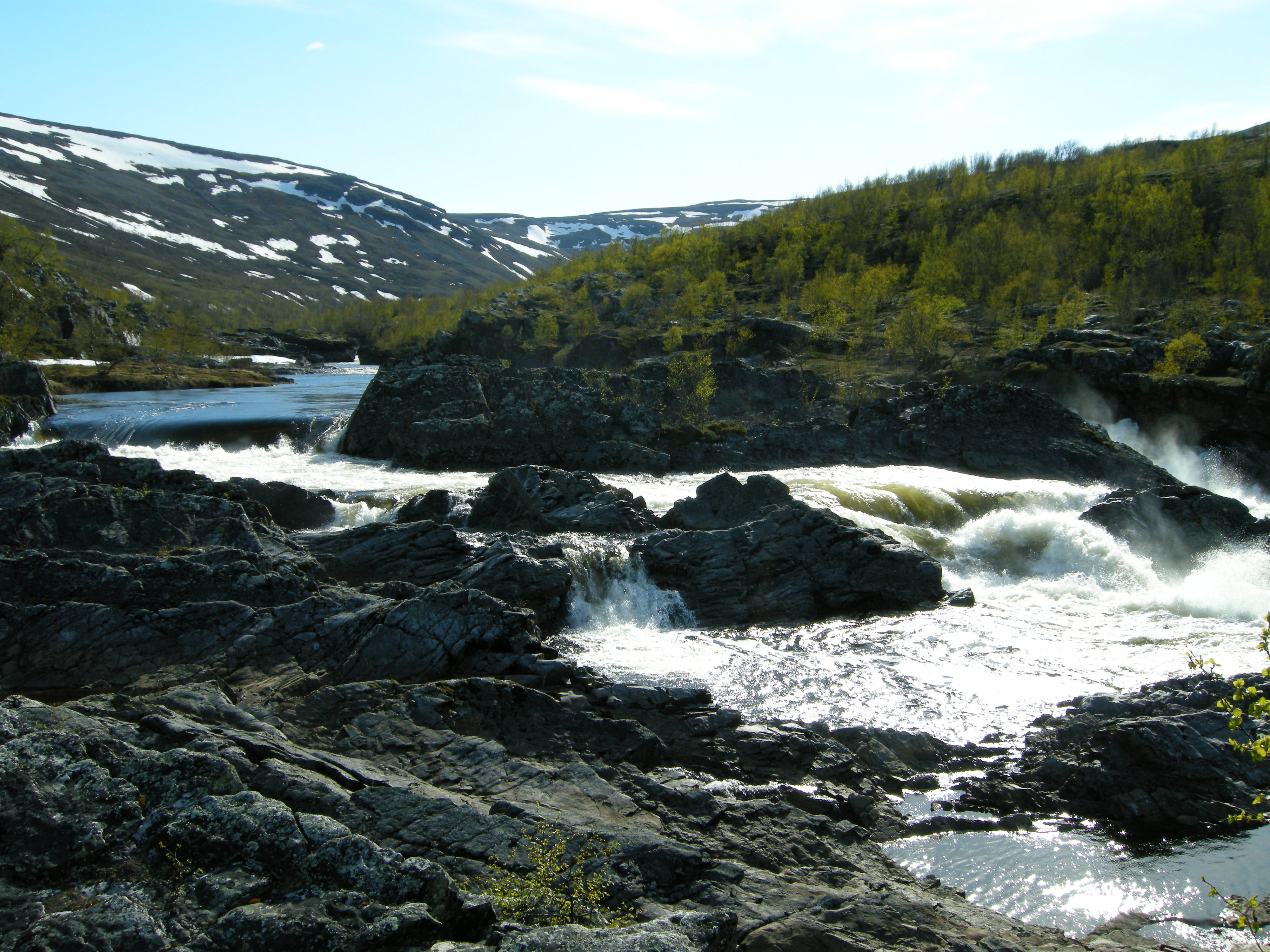
Il fiume Stabburselva nel Parco nazionale Stabbursdalen

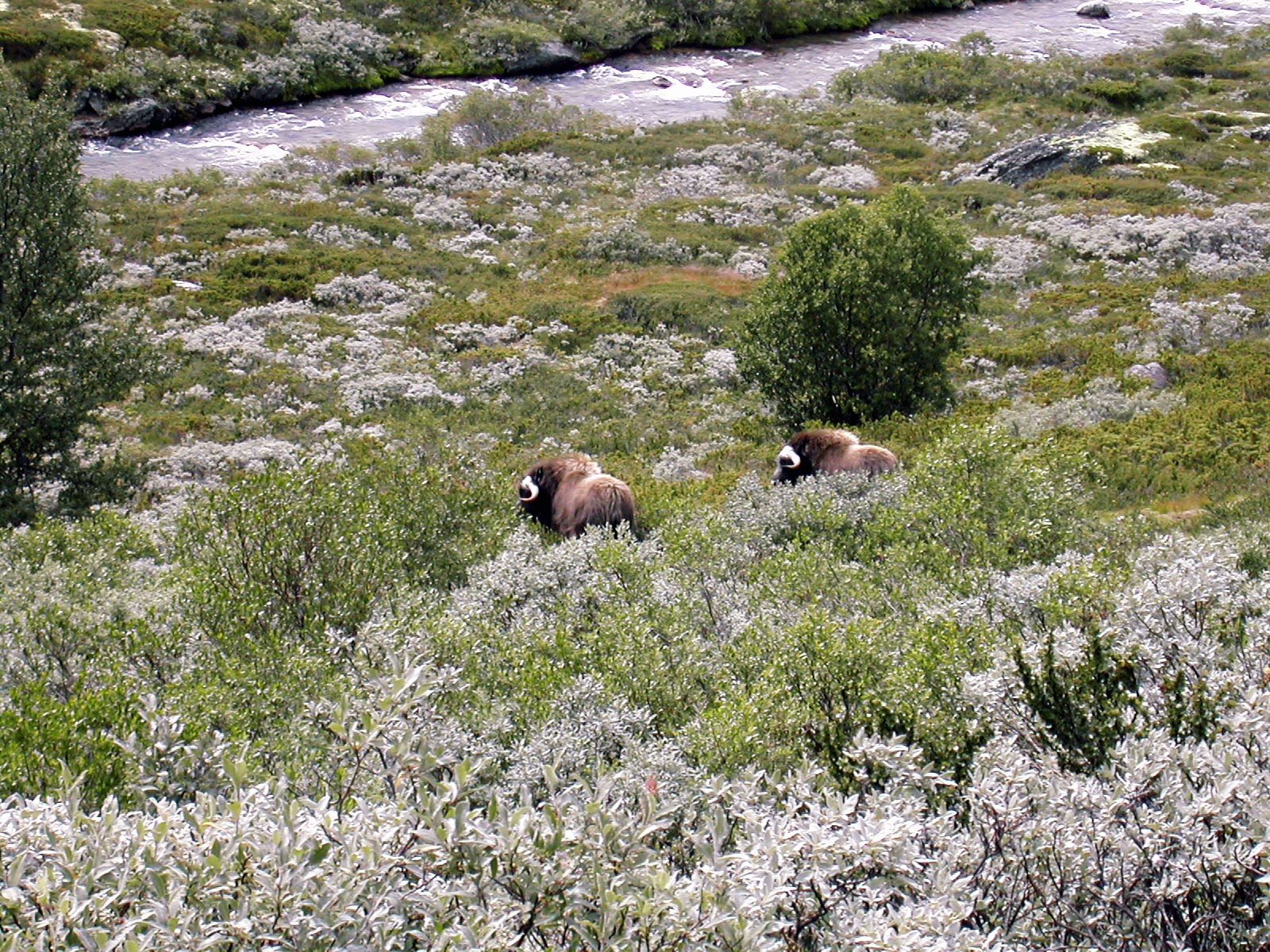
Esemplari di bue muschiato nel parco nazionale Dovrefjell-Sunndalsfjella

La rete dei parchi nazionali della Norvegia (nasjonalparker i Norge / nasjonalparkar i Noreg) comprende 47 parchi nazionali, di cui 40 sono sulla terraferma e 7 nell'arcipelago delle Isole Svalbard. La gestione è affidata al Direttorato per il trattamento della natura (norvegese: Direktoratet for naturforvaltning, DN).
Il 15% del territorio norvegese è protetto dal punto di vista ambientale.
I parchi nazionali sono aree a protezione moderata, un livello di protezione maggiore è quello delle riserve naturali. Oltre che come parchi nazionali, la Norvegia classifica le sue aree naturali protette in: Paesaggi Protetti, Riserve Naturali, Monumenti Naturali.
La legge tutela dal 1957 il Diritto di pubblico accesso: si può riassumere con quanto dichiarato dal Ministero Norvegese dell'Ambiente: "Sono le leggi della natura a governare i parchi nazionali norvegesi. È la natura stessa a decidere e a stabilire i ritmi dei mutamenti".
Nel 2002: Atto Svalbard di protezione ambientale, integra le norme precedenti.
Anche la Norvegia aderisce all'obiettivo 2010 sulla biodiversità, promosso dall'Unione Internazionale per la Conservazione della Natura (IUCN).

## Parchi nazionali della terraferma
| Nome                                      | Contea                                | Dimensioni (km²) | Anno d'istituzione |
| ----------------------------------------- | ------------------------------------- | ---------------- | ------------------ |
| Parco nazionale Ånderdalen                | Troms                                 | 125              | 1970               |
| Parco nazionale Blåfjella-Skjækerfjella   | Trøndelag                             | 1924             | 2004               |
| Parco nazionale Breheimen                 | Innlandet, Vestland                   | 1671             | 2009               |
| Parco nazionale Børgefjell                | Trøndelag, Nordland                   | 1447             | 1963               |
| Parco nazionale Dovre                     | Innlandet                             | 289              | 2003               |
| Parco nazionale Dovrefjell-Sunndalsfjella | Møre og Romsdal, Innlandet, Trøndelag | 1693             | 2002               |
| Parco nazionale Færder                    | Vestfold                              |                  | 2013               |
| Parco nazionale Femundsmarka              | Innlandet, Trøndelag                  | 390              | 1971               |
| Parco nazionale Folgefonna                | Vestland                              | 545,2            | 2005               |
| Parco nazionale Forollhogna               | Trøndelag, Innlandet                  | 1062             | 2001               |
| Parco nazionale Fulufjellet               | Innlandet                             | 82,44            | 2012               |
| Parco nazionale Gutulia                   | Innlandet                             | 23               | 1968               |
| Parco nazionale Hallingskarvet            | Buskerud e Vestland                   | 450              | 2006               |
| Parco nazionale Hardangervidda            | Buskerud, Vestland, Telemark          | 3422             | 1981               |
| Parco nazionale Jomfruland                | Telemark                              | 117              | 2016               |
| Parco nazionale Jostedalsbreen            | Vestland                              | 1310             | 1991               |
| Parco nazionale Jotunheimen               | Innlandet, Vestland                   | 1151             | 1980               |
| Parco nazionale Junkerdal                 | Nordland                              | 682              | 2004               |
| Parco nazionale Láhko                     | Nordland                              | 188              | 2012               |
| Parco nazionale Langsua                   | Innlandet                             | 537,1            | 2011               |
| Parco nazionale Lierne                    | Trøndelag                             | 333              | 2004               |
| Parco nazionale Lofotodden                | Nordland                              |                  | 2018               |
| Parco nazionale Lomsdal-Visten            | Nordland                              | 1102             | 2009               |
| Parco nazionale Møysalen                  | Nordland                              | 51               | 2003               |
| Parco nazionale Ormtjernkampen            | Innlandet                             | 9                | 1968               |
| Parco nazionale Øvre Anárjohka            | Finnmark                              | 1390             | 1975               |
| Parco nazionale Øvre Dividal              | Troms                                 | 743              | 1971               |
| Parco nazionale Øvre Pasvik               | Finnmark                              | 119              | 1970               |
| Parco nazionale Raet                      | Agder                                 |                  | 2016               |
| Parco nazionale Rago                      | Nordland                              | 167              | 1971               |
| Parco nazionale Reinheimen                | Innlandet, Møre og Romsdal            | 1969             | 2006               |
| Parco nazionale Reisa                     | Troms                                 | 803              | 1986               |
| Parco nazionale Rondane                   | Innlandet                             | 963              | 1962               |
| Parco nazionale Rohkunborri               | Troms                                 | 571              | 2011               |
| Parco nazionale Saltfjellet-Svartisen     | Nordland                              | 2102             | 1989               |
| Parco nazionale Seiland                   | Finnmark                              | 316,3            | 2006               |
| Parco nazionale Sjunkhatten               |                                       |                  | 2011               |
| Parco nazionale Skarvan og Roltdalen      | Trøndelag                             | 441,4            | 2004               |
| Parco nazionale Stabbursdalen             | Finnmark                              | 747              | 1970               |
| Parco nazionale Varangerhalvøya           | Finnmark                              | 1804,1           | 2006               |
| Parco nazionale Ytre Hvaler               | Østfold                               | 354              | 2009               |

## Parchi nazionali marini

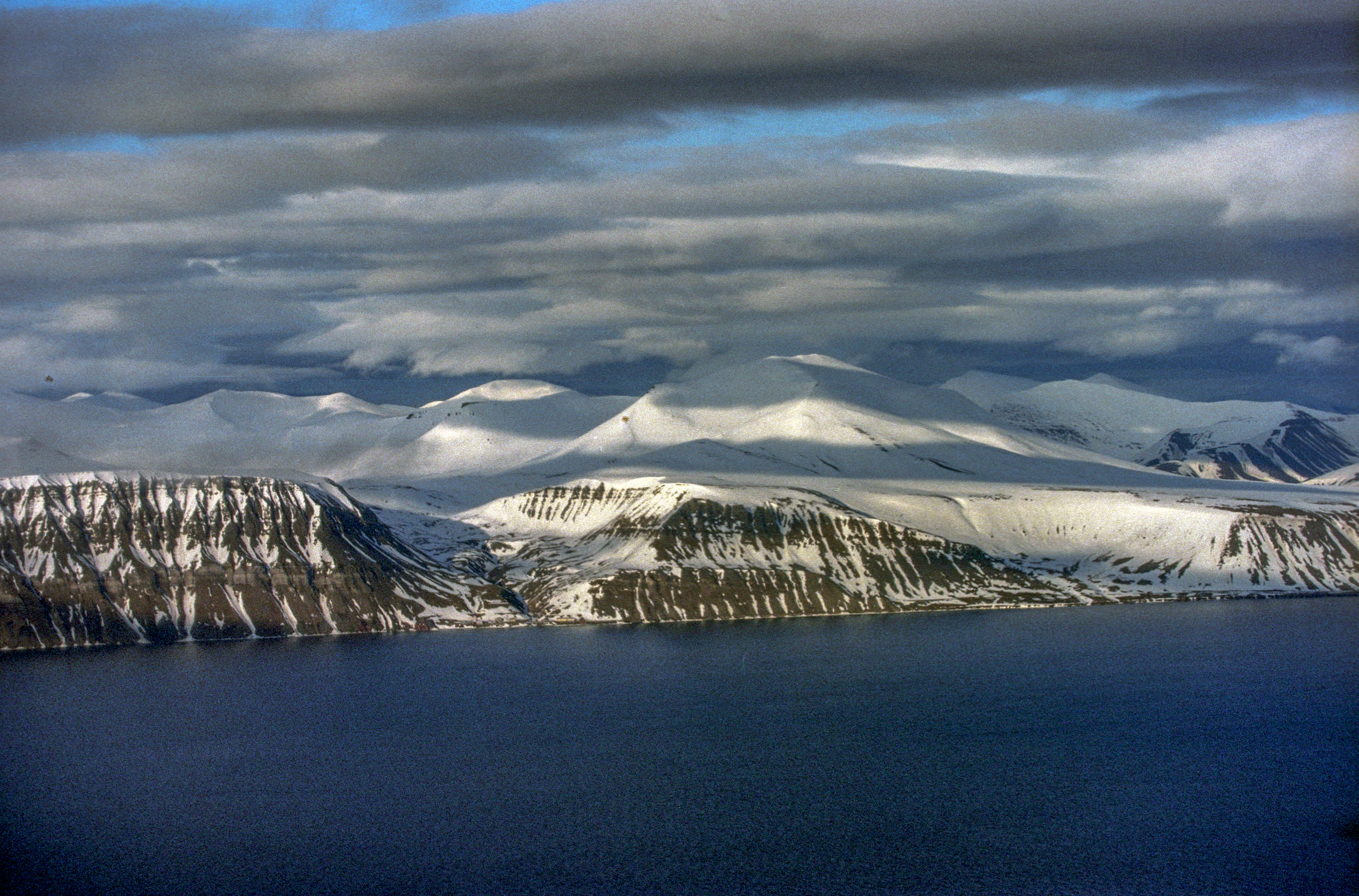
Il parco nazionale marino Nordre Isfjorden

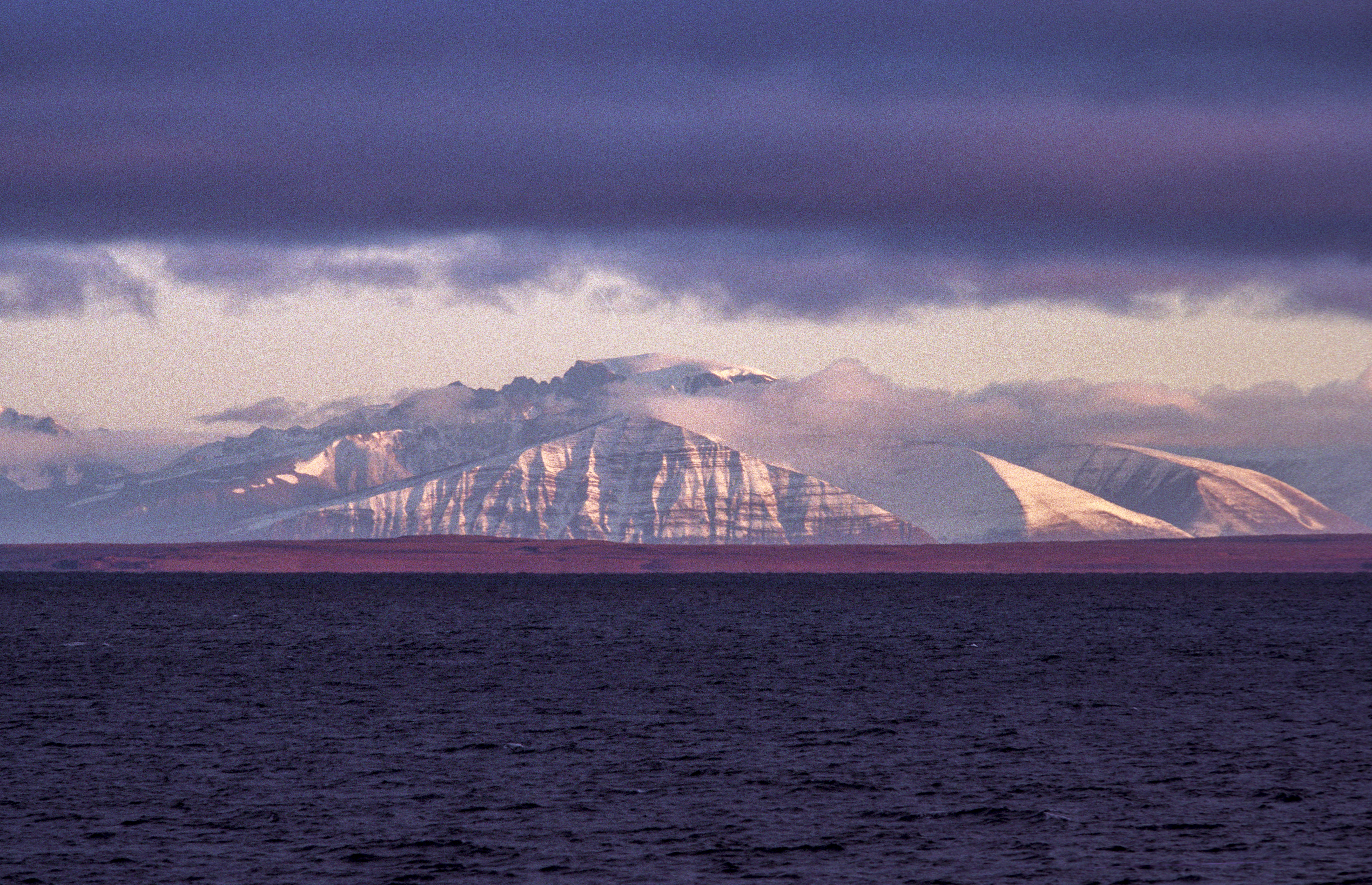
La costa nord delle Svalbard protetta dal Parco nazionale Nordvest-Spitsbergen

| Nome                                 | Luogo    | Dimensioni (km²)                          | Anno d'istituzione |
| ------------------------------------ | -------- | ----------------------------------------- | ------------------ |
| Parco nazionale Forlandet            | Svalbard | 4647 totale; 616 terraferma; 4031 acqua   | 1973               |
| Parco nazionale Indre Wijdefjorden   | Svalbard | 1127 totale; 745 terraferma; 382 acqua    | 2003               |
| Parco nazionale Nordenskiöld Land    | Svalbard | 1362 totale; 1207 terraferma; 155 acqua   | 2003               |
| Parco nazionale Nordre Isfjorden     | Svalbard | 2954 totale; 2050 terraferma; 904 acqua   | 2003               |
| Parco nazionale Nordvest-Spitsbergen | Svalbard | 9914 totale; 3683 terraferma; 6231 acqua  | 1973               |
| Parco nazionale Sassen-Bünsow Land   | Svalbard | 1230 totale; 1157 terraferma; 73 acqua    | 2003               |
| Parco nazionale Sør-Spitsbergen      | Svalbard | 13282 totale; 5025 terraferma; 8257 acqua | 1973               |